# Panzer Armee Afrika
Panzer Armee Afrika, é um jogo de tabuleiro, de guerra de nível operacional produzido pela Simulations Publications, Inc. em 1973. Este jogo é uma simulação da Campanha do Norte da Africa durante a Segunda Guerra Mundial.